# Mrákotín (Pardubice)
Mrákotín é uma comuna checa localizada na região de Pardubice, distrito de Chrudim.